# Воскресенская церковь (Нижний Новгород)
Церковь Воскресения Христова — православный храм в Нижнем Новгороде. Входит в состав Нижегородского благочиния Нижегородской епархии. Построена в 1884—1886 годах. В советские годы была частично разрушена и перестроена в хлебзавод. Восстанавливалась с 2004 года.

## История
Закладка Воскресенского храма в Ямской слободе состоялась 6 мая 1884 года. Строительство велось на средства нижегородского купца А. И. Приезжева и почетных граждан Нижнего Новгорода В. А. Соболева, И. С. Кварталова.
Фасады и их убранство были выполнены с применением фасонного кирпича, без покрытия штукатуркой. Четырёхстолпный трёхнефный четверик завершался мощным световым барабаном с приземистой главой. В архитектуре трехъярусной колокольни прослеживались византийские мотивы. Иконостас в главном приделе был украшен вызолоченной резьбой в русском стиле.
2 июня 1886 года освящены главный престол в честь Воскресения Христова и южный — в честь апостола и евангелиста Иоанна Богослова. Северный придел был освящён 13 мая 1887 года в честь святителя Николая Чудотворца и святого мученика Александра Римского.
Воскресенская церковь была одношатровой, при общей площади 750 м² и имела 40-метровую колокольню. В 1900—1912 церковь расширена с устройством новых приделов. Северный придел остался не освящён, а южный был освящён в 1912 году в честь Серафима Саровского.
В 1920 году храм был закрыт. Колокольня и завершения были сломаны, здание частично перестроено. В церкви размещался кинотеатр, склад, с 1942 года и до середины 1990-х — хлебозавод.

## Восстановление
Здание церкви было возвращено Нижегородской епархии в 1999 году, богослужения были возобновлены в пристрое к храму.
В 2004 году начались реставрационные работы. В 2005 году были демонтированы верхние надстройки, внутренние перекрытия, сделана кровля, установлен временный иконостас. Велись работы по вычинке кладки с использованием кирпича, увеличенных размеров.
В 2010 году работы по восстановлению активизировались, был сформирован попечительский совет, неоднократно проводились совещания под руководством архиепископа Нижегородского и Арзамасского Георгия. В июне и июле архиепископ Георгий совершил в храме Божественную литургию.
25 июня 2011 года архиепископ Георгий освятил купол и крест для колокольни, а также колокола. В июле  из Русского Свято-Пантелеимонова монастыря прибыла икона святого великомученика и целителя Пантелеимона. Икона была написана афонскими монахами специально для Воскресенской церкви. До революции 1917 года в церкви находилась большая храмовая икона святого великомученика и целителя Пантелеимона с частицей мощей, но после закрытия и разграбления храма икона была бесследно утеряна.
4 мая 2013 года, в Великую Субботу, митрополит Георгий совершил чин освящения купола и креста, которые после этого были установлены на здании церкви.
7 января 2014 года был освящён придел в честь Серафима Саровского, 22 ноября — в честь Святого Апостола и Евангелиста Иоанна Богослова.
В приходе действует детская воскресная школа и лекторий для взрослых. С 16 февраля 2009 года настоятелем назначен протоиерей Владимир Цыбышев.